# 广州市第五中学
广州市第五中学（英語：Guangzhou No.5 Middle School）位于中国广州市海珠区南村路32号，成立于1951年，是中华人民共和国成立后，广州市人民政府创办的第一所公立中学。1994年被首批命名为“广东省一级学校”，2006年被确定为首批广东省国家级示范性普通高级中学。2015年，广州五中教育集团成立，并于2021年入选首批广东省优质基础教育集团培育对象。广州五中现有校本部（位于海珠区南村路）和金碧校区（位于海珠区金碧花园）两个校区，是广州市老城区占地面积和办学规模最大的完全中学之一，同时也是广东省精神文明单位和广东省教学水平评估优秀学校。

## 历史
- 1951年，广州市第五中学建校，成为中华人民共和国成立后，广州市人民政府创办的第一所公立中学。
- 2000年12月，被广州市人民政府定为广州市24所首批创办国家级示范性高中之一。
- 2003年9月，广州市第十九中学整体并入。
- 2003年，在教育体制改革下，广州市第五中学决定扩招。
- 2005年7月，校本部最后一届初三学生毕业，至此五中校本部全部转为高中；同时原东校区学生也悉数毕业，目前东校区成为广州市实验技工学校的南校区。
- 2010年9月，校本部重新招收初中学生，金碧校区停止招生，当时在金碧校区就读的初二、初三学生继续在金碧校区就读，直至毕业，至此五中校本部转为完全中学。
- 2011年9月，初中第二年在校本部招生，且金碧校区交由广州市第九十七中学管理，广州市第五中学初三学生与广州市第九十七中学高一学生同时在金碧校区学习。
- 2012年7月，金碧校区最后一届初三学生毕业，至此金碧校区全面移交广州市第九十七中学，全校所有学生均在校本部学习，五中一度只剩下校本部一个校区。
- 2022年7月，金碧校区移交回五中管理，作为五中高中部的一部分，同时五中教育集团再增加五中东晓学校（原东晓中学）和海珠外国语实验中学附属学校（原98中）等两所学校，分别委托集团成员校本部和海珠外国语学校进行托管[2]。

## 历任领导

### 主要领导
| 姓名   | 职务           | 任期                    |
| ------ | -------------- | ----------------------- |
| 朱非文 | 校长           | 1952年—1953年           |
| 虞译甫 | 校长           | 1953年—1957年           |
| 胡庸   | 校长           | 1956年——1965年          |
| 沈吾华 | 代理校长       | 1965年—1968年           |
| 陈斯隆 | 革命委员会主任 | 1971年9月—1972年11月    |
| 尚士康 | 革命委员会主任 | 1972年6月—1972年12月    |
| 李福瑞 | 革命委员会主任 | 1974年—1976年           |
| 颜锦龙 | 革命委员会主任 | 1976年—1978年           |
| 徐照   | 校长           | 1978年—1981年           |
| 许泰清 | 校长           | 1981年—1984年           |
| 莫兆驺 | 校长           | 1984年—1991年           |
| 邝柄松 | 校长           | 1991年—1998年           |
| 李名才 | 校长           | 1998年—2004年9月        |
| 骆志伟 | 校长           | 2004年9月—2011年7月     |
| 何树声 | 校长           | 2011年8月—2016年7月30日 |
| 裘志坚 | 校长           | 2016年8月—现在          |

### 党支部书记
| 姓名   | 任期          |
| ------ | ------------- |
| 胡庸   | 1954年—1956年 |
| 蔡新祯 | 1956年—1965年 |
| 沈吾华 | 1965年—1968年 |
| 冯国材 | 1969年—1971年 |
| 陈斯隆 | 1971年—1973年 |
| 李福瑞 | 1973年—1976年 |
| 颜锦龙 | 1976年—1979年 |
| 徐照   | 1979年—1981年 |
| 许泰清 | 1984年—1990年 |
| 邝柄松 | 1990年—1996年 |
| 邝柄松 | 1998年—2002年 |
| 关凤庭 | 2002年—2008年 |
| 肖锦祥 | 2008年—2011年 |
| 何树声 | 2011年—2016年 |
| 刘玉梅 | 2016年—现在   |

## 文化及体育

### 文学
2016年，五中已有学生在北大培文杯等全国写作竞赛中获得国级奖项。

### 音乐
2004年9月，成立了广州市第一个中学生交响乐团。

### 足球
广州市第五中学是广州市足球传统学校，在广州的传统足球校际赛事“市长杯”多次夺冠。2002年夺得全国中学生足球联赛冠军。校友中有多人曾经入选各级国家足球队或者成为职业球员。